# Nomada arizonica
Nomada arizonica är en biart som beskrevs av Cockerell 1911. Nomada arizonica ingår i släktet gökbin, och familjen långtungebin. Inga underarter finns listade i Catalogue of Life.